# Kleinkastell „Am Eichkopf“
Das Kleinkastell „Am Eichkopf“ war ein römisches Kastell im östlichen Taunus und war Bestandteil des Obergermanischen Limes, den im Jahre 2005 der Status eines UNESCO-Weltkulturerbes zuerkannt wurde. Das heutige Bodendenkmal befindet sich südlich von Langenhain-Ziegenberg, Ortsteil Ober-Mörlen im hessischen Wetteraukreis auf dem nördlichen Ausläufer des Eichkopfs am Rand eines ehemaligen Truppenübungsplatzes.

## Lage und Beschreibung
Die Überreste des Kastells sind heute nur noch schwach im Gelände erkennbar. Durch einen später angelegten kleinen Steinbruch wurde sein Areal in zwei Teile aufgespalten.
Die Fundstätte wurde 1896/97 von der Reichs-Limeskommission untersucht. Der Graben wies seinerzeit im Osten eine Breite von 2,25 Meter bis 3,75 Meter und eine Tiefe zwischen 0,70 Meter und 1,30 Meter auf. Im Westen war er 1,60 Meter bis 2,00 Meter breit und 0,50 Meter bis 0,56 Meter tief. Das Kleinkastell wird auch als Wp 4/19* gezählt.

Grundriss des Kleinkastells nach Aufnahme durch die Reichs-Limeskommission (1896/97)
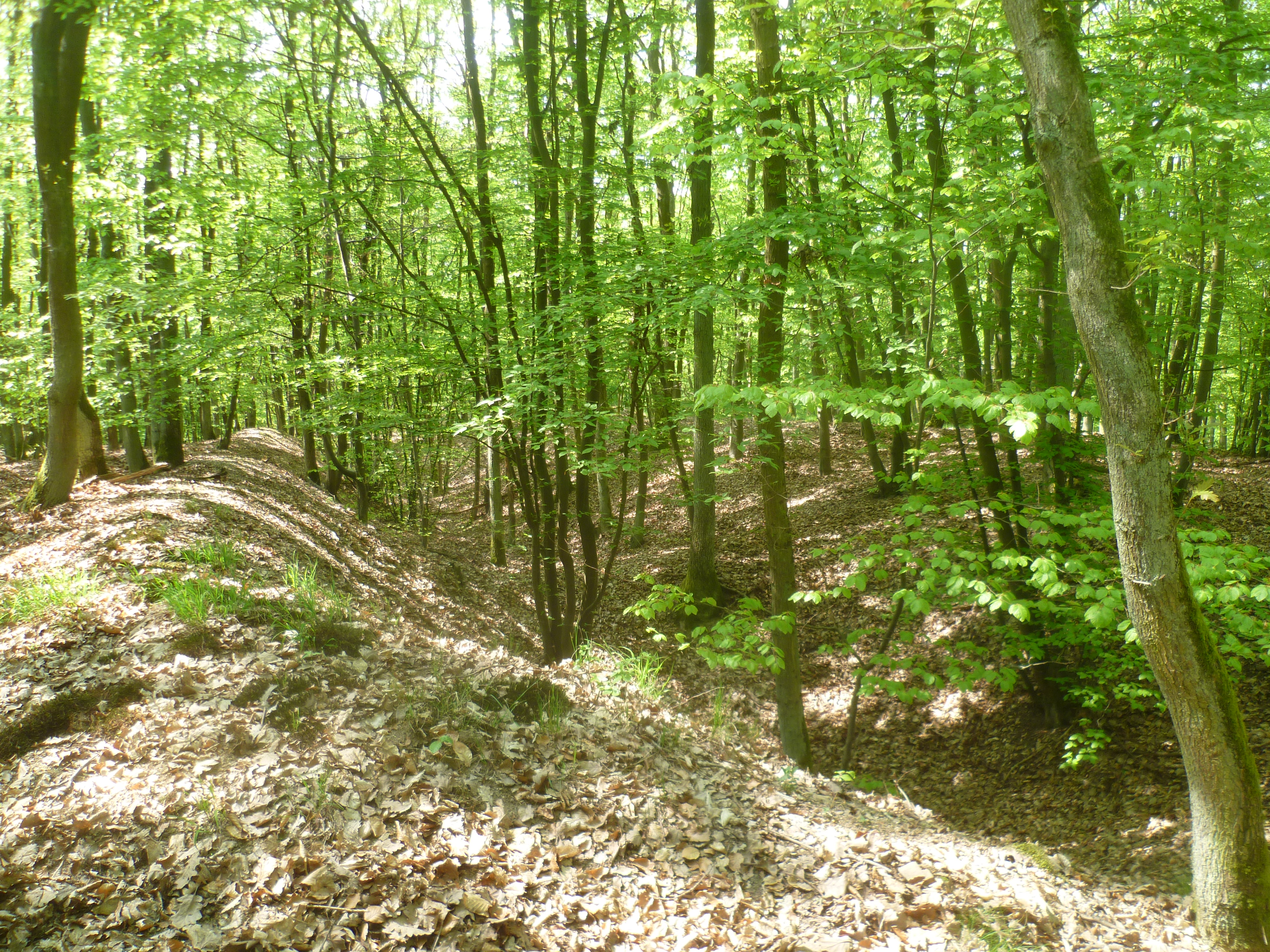
Der Steinbruch, der quer durch das Kastellareal führt
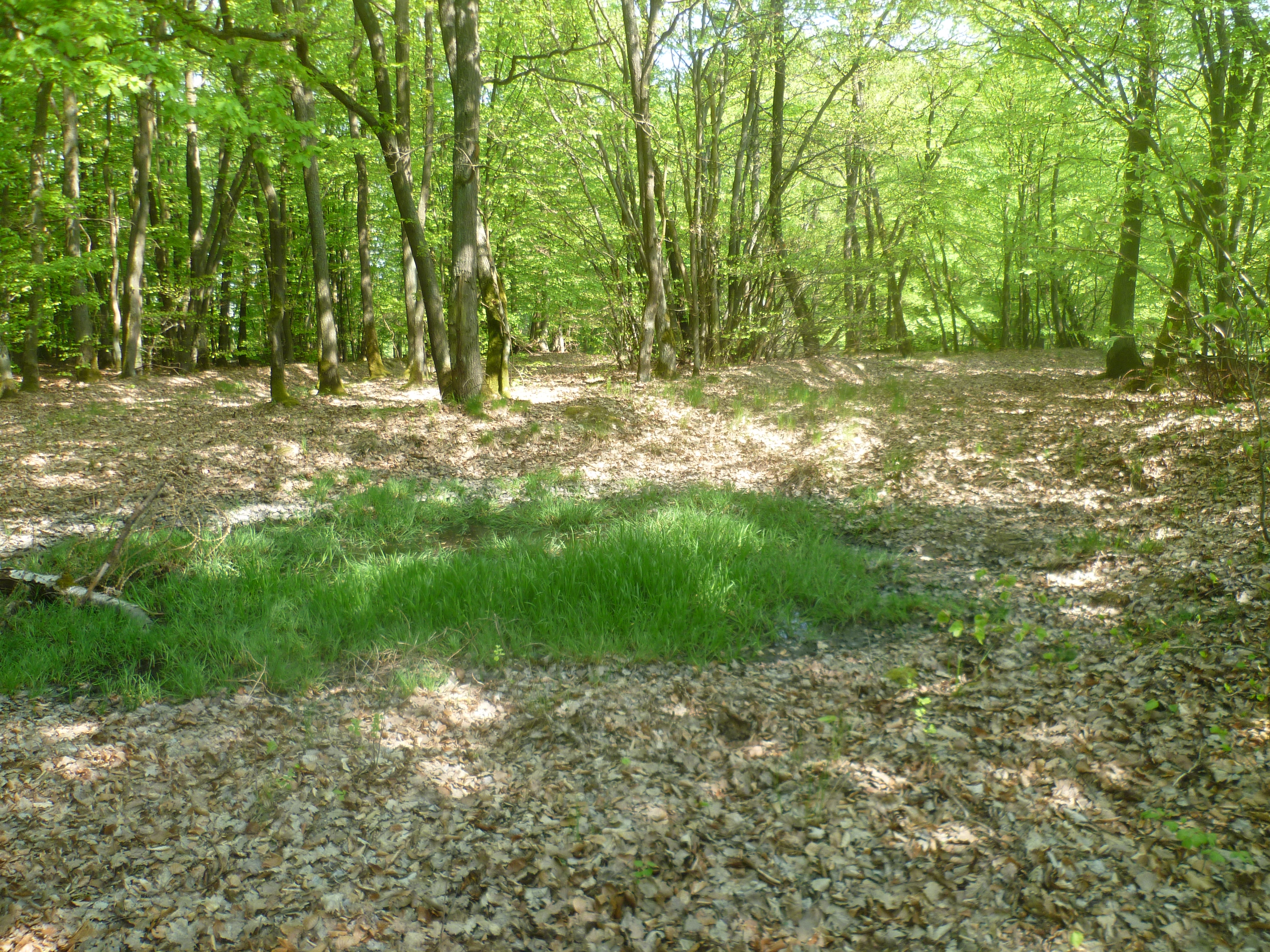
Die noch schwach erkennbaren Überreste der Wallanlagen
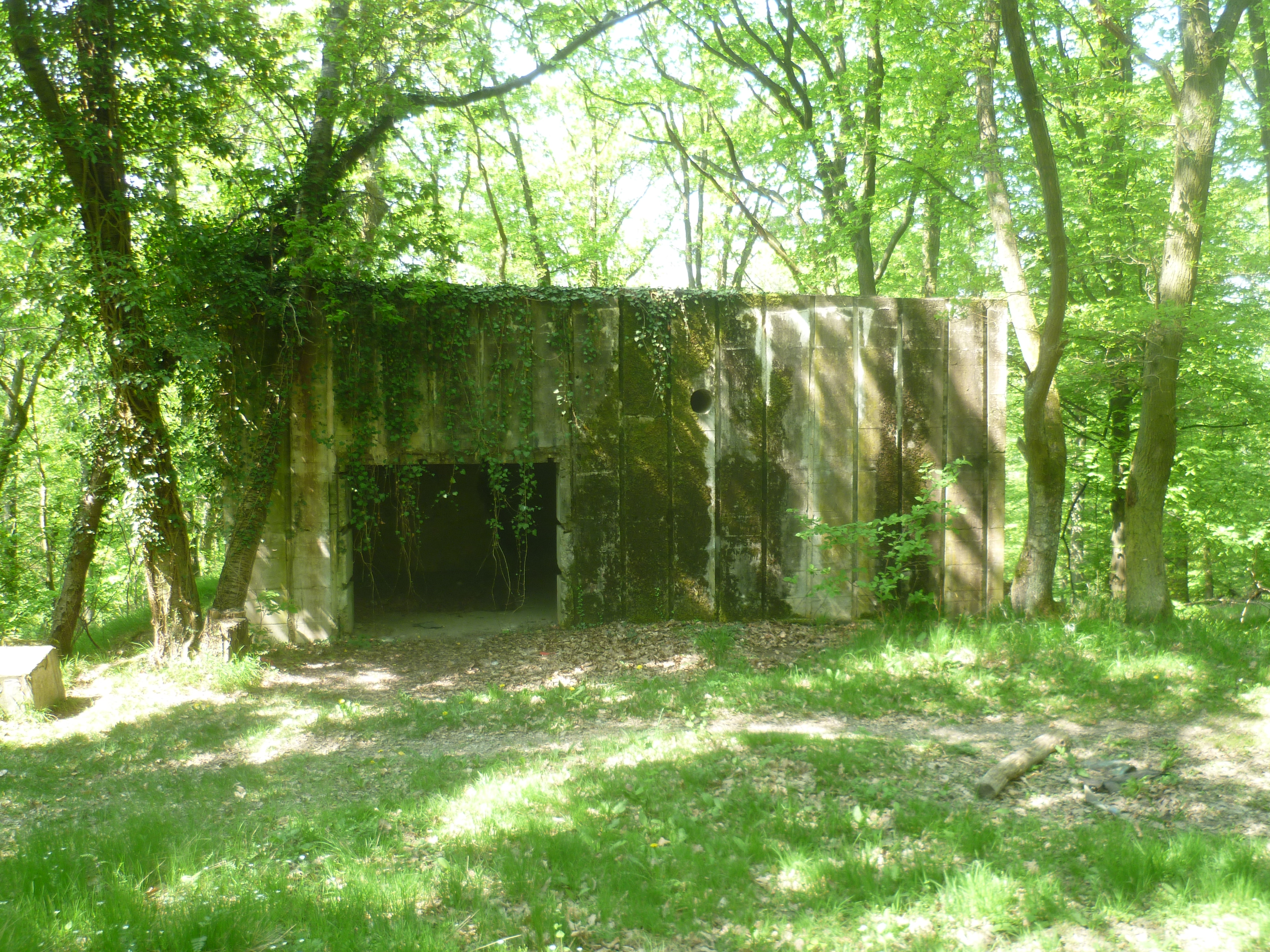
Der nahegelegene Sendebunker des Führerhauptquartiers Adlerhorst

## Spuren der Limesbauwerke zwischen dem Kleinkastell Am Eichkopf und dem Kastell Langenhain
| ORL      | Name/Ort                            | Beschreibung/Zustand |
| -------- | ----------------------------------- | --- |
| KK       | Kleinkastell Am Eichkopf = Wp 4/19* | siehe oben |
| Wp 4/19  |                                     | Nur vermutet, nicht archäologisch gesichert.                                                                               |
| Wp 4/19a |                                     | Nur vermutet, nicht archäologisch gesichert.                                                                               |
| Wp 4/20  | „Auf der Gickelsburg“               | Nur vermutete, nicht archäologisch gesicherte Turmstelle rund 200 m westlich der Südwestecke des Kleinkastells Am Eichkopf |
| ORL 13   | Kastell Langenhain                  | siehe Hauptartikel Kastell Langenhain                                                                                      |

## Hinweis
Etwa 50 Meter südlich des Kastells findet sich ein dem ehemaligen Führerhauptquartier Adlerhorst zugehöriger Sendebunker, 100 Meter östlich sind noch Schützengräben des Truppenübungsplatzes zu erkennen.

## Denkmalschutz
Das Kleinkastell und die anschließenden Limesanlagen wurden 2005 als Bestandteil des Obergermanisch-Rätischen Limes in die Liste des UNESCO-Welterbes aufgenommen. Sie sind Bodendenkmäler im Sinne des Hessischen Denkmalschutzgesetzes. Nachforschungen und gezieltes Sammeln von Funden sind genehmigungspflichtig, Zufallsfunde an die Denkmalbehörden zu melden.